# Carmen Lomana
María Carmen Fernández de Lomana Gutiérrez-García (León, 1 de agosto de 1948), más conocida como Carmen Lomana, es una empresaria, colaboradora de televisión y coleccionista de alta costura española.
Es la viuda del diseñador industrial chileno Guillermo Capdevila (1947-1999). Se dio a conocer públicamente por sus frecuentes apariciones en la prensa rosa y programas de televisión, convirtiéndose en una figura popular de la sociedad española vinculada a la moda y la actividad empresarial.

## Biografía
Es la mayor de los cuatro hijos del banquero Heliodoro Carmelo Fernández de Lomana Perelétegui, procedente del País Vasco y de antepasados franceses, y de la leonesa María Josefa Gutiérrez-García Fernández-Getino   (1926-2015). Carmen Lomana ha sostenido en algunas entrevistas que nació en 1958, contradiciendo a sus propias declaraciones producidas con anterioridad en prensa y a las fuentes periodísticas que señalan como fecha de nacimiento el 1 de agosto de 1948.
Contrajo matrimonio con Guillermo Capdevila el 13 de diciembre de 1974 en la iglesia románica de Llanes (Asturias). Capdevila fue considerado pionero del diseño industrial en el País Vasco a mediados de los años 80. Falleció en un accidente de tránsito en Pamplona el 10 de enero de 1999 a la edad de 51 años.
Carmen Lomana es licenciada en Filosofía y Letras, trabajó para el Banco Santander en Londres y posteriormente se inició en el mundo del coleccionismo de moda de alta costura.
También ha trabajado en televisión como colaboradora de diversos programas. Una de sus primeras apariciones fue en el programa de Antena 3 Punto DOC en 2008. Ha participado en programas de telerrealidad como ¡Más que baile!, Sálvame, Deluxe, Supervivientes, Universo Lomana y Las joyas de la corona, que copresentó junto a Jordi González.
En el año 2014 también se ha presentado haciendo monólogos humorísticos en El Club de la Comedia.
Dama de la Orden de San Juan de Jerusalén Caballeros de Malta, otorgada por la Casa Real Rurikovich, descendiente de los zares de Rusia (2014).
El 4 de mayo de 2014 se convirtió en la madrina de honor de la XXIX Exhibición de Enganches de Sevilla. El 20 de febrero de 2015 ofreció su primer curso de moda con la revista internacional "Pasarela de Asfalto, Luxury Edition".
En las elecciones generales de 2015 se presentó como independiente, sin militar en el partido, al Senado en la lista de Vox por la Comunidad de Madrid. En el año 2016, anunció que ya no se presentaría más por dicho partido político, lo que confirmó en su ausencia a las listas del senado en las elecciones generales de España de 2016.
En 19 de septiembre de 2018, aparece en la tercera edición de Masterchef Celebrity, participando como concursante junto a otros rostros populares de la televisión nacional e internacional, quedándose a tan solo dos programas de la semifinal.

## Filmografía

### Películas
| Películas | Películas  | Películas | Películas                     |
| Año       | Título     | Personaje | Notas                         |
| --------- | ---------- | --------- | ----------------------------- |
| 2016      | Las Rubias | Carmen    | Papel principal; Cortometraje |

### Series de televisión
| Series de televisión | Series de televisión | Series de televisión | Series de televisión  |
| Año                  | Título               | Personaje            | Notas                 |
| -------------------- | -------------------- | -------------------- | --------------------- |
| 2015                 | Gym Tony             | Mili                 | Invitada; 2 episodios |

### Programas de televisión
| Programas de televisión | Programas de televisión               | Programas de televisión | Programas de televisión |
| Año                     | Título                                | Cadena                  | Notas                   |
| ----------------------- | ------------------------------------- | ----------------------- | ----------------------- |
| 2010                    | Universo Lomana                       | Telecinco               | Presentadora            |
| 2010                    | ¡Más que baile!                       | Telecinco               | Concursante             |
| 2010                    | Las joyas de la corona                | Telecinco               | Presentadora            |
| 2011-2013               | Alaska y Mario                        | MTV                     | Invitada                |
| 2012-2013               | +Gente                                | la 1                    | Colaboradora            |
| 2013                    | Así nos va                            | La Sexta                | Colaboradora            |
| 2013                    | Splash! Famosos al agua               | Antena 3                | Concursante             |
| 2013-2014               | De buena ley                          | Telecinco               | Colaboradora            |
| 2014-2016               | Hoy Nieves!                           | 13 TV                   | Colaboradora            |
| 2014                    | Mujeres y Hombres y Viceversa         | Telecinco               | Asesora                 |
| 2015                    | El rey del pincho                     | Canal Cocina            | Colaboradora            |
| 2015                    | Supervivientes                        | Telecinco               | Concursante             |
| 2016-2020               | Supervivientesː El Debate             | Telecinco               | Colaboradora            |
| 2017                    | El gran reto musical                  | La 1                    | Invitada                |
| 2017                    | First Dates                           | Cuatro                  | Comensal                |
| 2018                    | MasterChef Celebrity                  | la 1                    | Concursante             |
| 2018                    | Lo siguiente                          | la 1                    | Invitada                |
| 2018                    | Viajando con Chester                  | Cuatro                  | Invitada                |
| 2019                    | Masters de la reforma                 | Antena 3                | Invitada                |
| 2019                    | Ven a cenar conmigo: Gourmet edition  | Cuatro                  | Concursante             |
| 2019                    | Todo es mentira                       | Cuatro                  | Colaboradora            |
| 2019                    | Buenos días, Madrid                   | Telemadrid              | Colaboradora            |
| 2020-presente           | Espejo público                        | Antena 3                | Colaboradora            |
| 2020-2021               | La hora de La 1                       | la 1                    | Colaboradora            |
| 2020                    | El debate de las tentaciones          | Cuatro                  | Colaboradora            |
| 2022                    | Secret Story: La casa de los secretos | Telecinco               | Invitada                |
| 2022                    | ¡Fiesta!                              | Telecinco               | Colaboradora            |
| 2022; 2025-presente     | Y ahora Sonsoles                      | Antena 3                | Colaboradora            |
| 2023-presente           | La Roca                               | La Sexta                | Colaboradora            |
| 2024-presente           | D Corazón                             | La 1                    | Colaboradora            |
| 2025                    | Cuarto Milenio                        | Cuatro                  | Invitada                |

## Libros publicados
- Los diez mandamientos de la mujer 11.[21] Ediciones Espasa Libros, S.L.U. (2010). ISBN 9788467034738
- El glamour inteligente.[22] Ediciones Espasa Libros, S.L.U. (2013). ISBN 9788467018752
- Cuestión de actitud.[23] Editorial Planeta (2020). ISBN 9788427046849
- Carmen Lomana. Pasión por la vida.[24] La Esfera de los libros (2025). ISBN 9788413849683